# The Kills
The Kills — англо-американский дуэт, состоящий из американской вокалистки Элисон Моссхарт и британского гитариста Джейми Хинса. В основном группа работает с Domino Records.
Их первые четыре альбома, Keep on Your Mean Side, No Wow, Midnight Boom и Blood Pressures, попали в чарт альбомов Великобритании. Их пятый студийный альбом Ash & Ice был выпущен в 2016 году и вошёл в топ-20 британского чарт альбомов.

## История

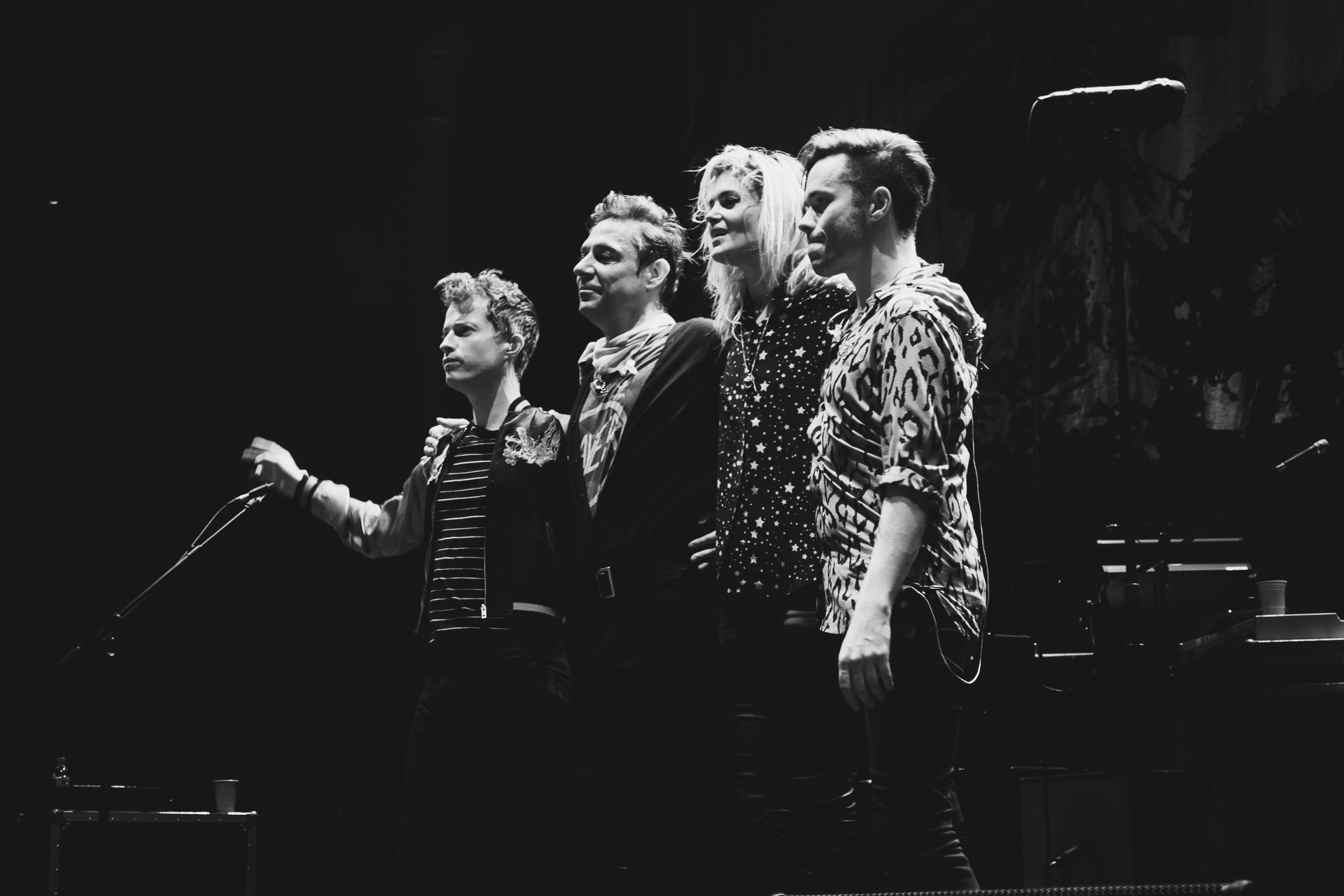
The Kills октябрь 2016 год

Изначально Элисон Моссхарт и Джейми Хинс оба играли в разных группах прежде чем сформировали The Kills в 2001 году. Ранее Моссхарт была вокалисткой в панк-рок-группе Discount, в то время как Хинс играл в рок-группах Scarfo и Blyth Power. Встреча Элисон и Джейми произошла, когда её группа гастролировала по Англии, где Хинс “жил в квартире наверху, где жила [она]” в Лондоне. Сама же Моссхарт упорно настаивала на создании группы с Хинсом “действительно настаивала и в конце концов, мы начали писать, тогда он поддержал меня”. Для начала Хинс снабдил её магнитофоном на четыре дорожки и настояв на том, чтобы она писала музыку и тексты во время гастролей со своей группой. Таким образом они вдвоём продолжали обмениваться музыкальными идеями, отправляя друг другу ленты с набросками. В 2000 году распалась группа Discount в том же году Моссхарт переехала в Лондон. Прежде чем остановиться на названии, Моссхарт и Хинс выступили как "VV" и "Hotel", позже Хинс объяснял, что они “назвали друг друга неуместно, как глупую романтическую оду поп-арту”. Дуэт выбрал The Kills, так как это название “звучало как группа, которая могла существовать в любое десятилетие”.
Используя черновые идеи, записанные на кассетах, Моссхарт и Хинс начали писать минималистичные песни с помощью драм-машины. В 2001 году они представили свои новые песни на демо-кассете; однако пара избегала подходов со стороны крупных звукозаписывающих лейблов. Появившись как VV и Hotel, они предоставили песню «Restaurant Blouse» для сборника If the Twenty-First Century Did Not Exist, It Would Be Necessary to Invent It. Вскоре после этого они записали свой дебютный релиз Black Rooster EP, который был выпущен на британском инди-лейбле Domino Records и был отобран для распространения на Dim Mak Records в США.
После международного турне они отправились в Toe Rag Studios, где White Stripes записали свой альбом Elephant, чтобы записать свой дебютный альбом Keep on Your Mean Side, в основном на 8-канальном оборудовании, всего за 2 недели. Дистрибьютором в США и Великобритании стал лейбл Rough Trade Records, альбом был похож по стилистике на EP, переходя от бархатно-искусного трека «Wait» на шумный, грязный гаражный панк-блюз «Fuck the People» и мрачную психоделию «Kissy Kissy». Пластинка была хорошо воспринята музыкальной прессой, хотя сравнения с White Stripes никуда не делись.
Во время исполнения Моссхарт постоянно курила, редко обращаясь к публике; на шоу в Нью-Йорке после запрета на курение в общественных местах Моссхарт вышла на сцену с тремя бутылками воды, закурив сигарету и начала постоянно курить от первой песни до последней ноты сет-листа. В 2004 году Моссхарт и Хинс вместе купили дом в Далстоне. В 2005 году композиция «Monkey 23» была использована в «Моё сердце биться перестало», где она играла в финальных титрах. Она также была показана в третьем сезоне «Острых козырьков». В 2006 году «Kissy Kissy» использовалась в фильме «Дитя человеческое», где она была описана во вселенной как “взрыв из прошлого вплоть до 2003 года, того прекрасного времени, когда люди отказывались принимать будущее, которое уже не за горами”.
Второй альбом No Wow был выпущен на лейбле Domino Records 21 февраля 2005 года. Обладая более артистичным, менее "гитарным" звуком, пластинка вобрала в себя влияние пост-панка и звучала даже более лаконично, чем Keep on Your Mean Side. Первоначально написанная для исполнения на Moog, группа была вынуждена сменить направления и записать её в первую очередь с помощью гитары после того, как Moog Хинса сломался и не мог быть отремонтирован до входа в студию. Документальный фильм длинною в 40 минут был выпущен ограниченным тиражом в котором были продемонстрированы интервью, выступления и выездные кадры, снятые во время тура. Первый сингл с No Wow «The Good Ones» был выпущен 7 февраля 2005 года и достиг 23 места в UK Singles Chart, что на сегодняшний день является их самой высокой отметкой сингла в данном чарте. В заглавной песне альбома Meds группы Placebo Моссхарт фигурирует в основном вокале наравне с Брайаном Молко. Помимо участия на релизе Placebo она также сотрудничала с Primal Scream в альбоме Riot City Blues.
В марте 2008 года состоялся выпуск релиза Midnight Boom. Музыка с альбома использовалась во многих американских телешоу, в том числе 90210. Большая подборка песен с альбома прозвучала в хитовом телесериале Сплетница, а также, их трек «Sour Cherry» представлен в официальном трейлере второго сезона. Кроме того «Sour Cherry» была показана в трейлере «Свободных», а также в романтической комедии «Мальчикам это нравится» 2008 года. Альбом принёс группе новый массовый успех благодаря различным выступлениям на телевидении Великобритании; появившись на шоу Later With Jools Holland, Friday Night с Джонатаном Россом, T4, The Album Chart Show, Sound, Live From Abbey Road и From The Basement.
Сингл «Cheap and Cheerful» был использован в сериале «Доктор Хаус» 21 октября 2008 года во время вступления эпизода «Lucky Thirteen». Вдобавок «Cheap and Cheerful» можно услышать в саундтреке к NHL 09. Позднее песня также будет использована в рекламном ролике Fendi для духов "Fan di Fendi" (2010). Припев песни «U.R.A. Fever» игрался во время любовной сцены в фильме «Лузеры» 2010 года. Песня «U.R.A. Fever» прозвучала в фильме «Добро пожаловать к Райли», а также вошла в его официальный саундтрек. Более того песня частично звучала «Catch .44» и в фильме «Задержание» 2012 года. Бонусная композиция «Night Train» появилась в ремейке комедии 2009 года «Пятница 13-е» и в американском драматическом фильме 2012 года «Развод в большом городе» вместе с песней «Hook and Line». Песня «What New York Used to Be» была использована в фильме «Пятое измерение».

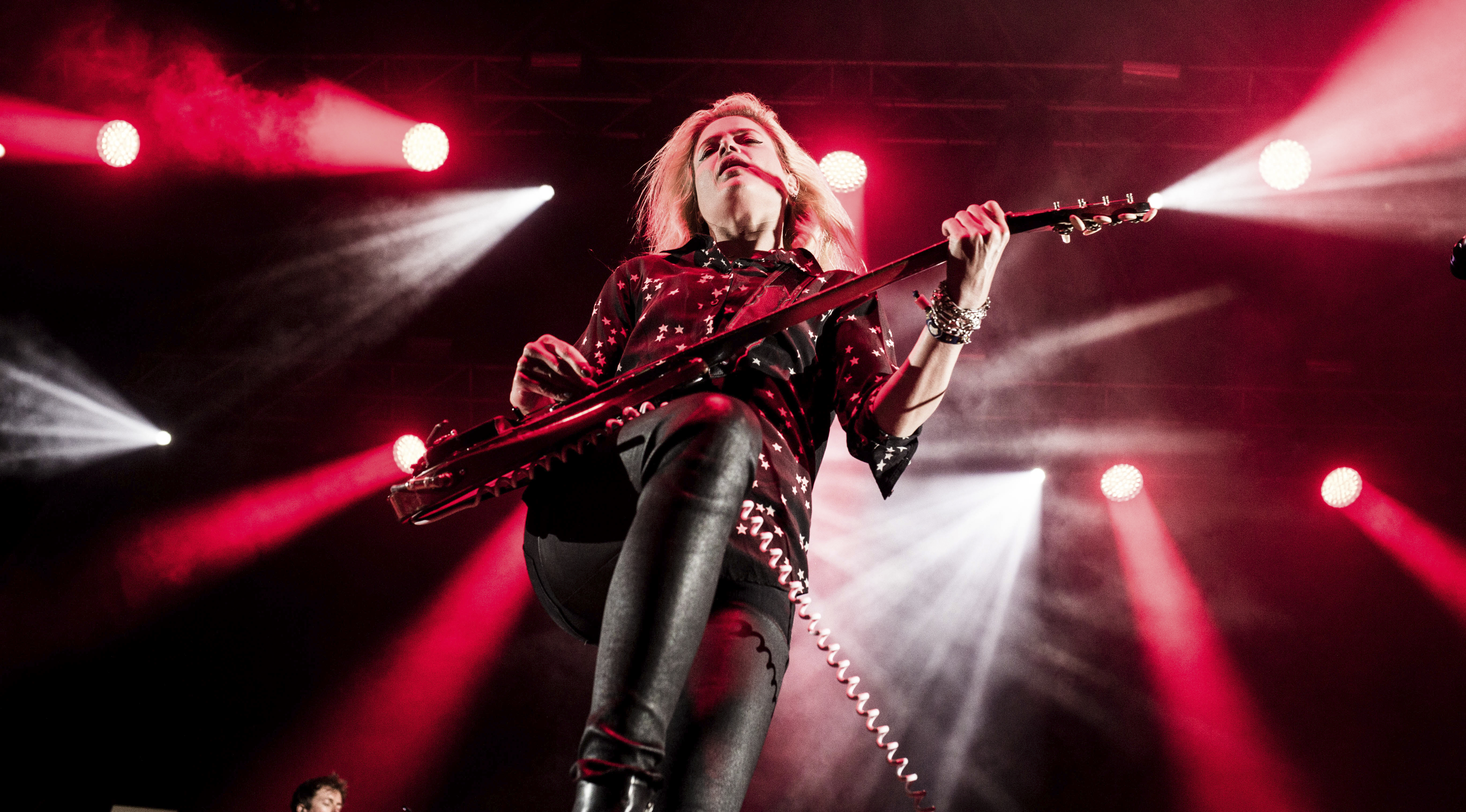
Моссхарт в 2016 году на фестивале Internacional de Benicàssim

На странице в MySpace 11 сентября 2009 года было объявлено, что группа начала работу над четвёртым студийным альбомом, хотя дата релиза не была назначена. Одноимённая песня из мини-альбома Black Balloon EP выпущенного в 2009 году, была показана в эпизоде 2-го сезона «Хорошей жены», "Net Worth", 15 февраля 2011 года. Четвёртый студийный альбом группы The Kills Blood Pressures был выпущен в апреле 2011 года. Клип на первый сингл c Blood Pressures, «Satellite» был выпущен 9 февраля 2011 года, а в сентябре 2012 года за ним последовали «Future Starts Slow», «Baby Says», «The Last Goodbye» и «Wild Charms». Песня «Future Starts Slow» использовалась в промоушене эпизода «The Wait Is Almost Over» популярного сериала Настоящая кровь (4 сезон). Песня с того же альбома «Damned If She Do» также использовалась в рекламе третьего сезона Дневников вампира получив положительные отзывы фанатов. Композиция «The Last Goodbye» была задействована в фильме 2012 года "Just like a Woman" с Сиенной Миллер в главной роли.
Песня «Future Starts Slow» появляется в трейлере боевика «Контрабанда» 2012 года, мартовского эпизода «Дневники вампира» того же года, в промоушене начиная со второго эпизода, использовалась в качестве музыкальной темы для мини-сериала 2012 года «Политиканы» в конце 16 эпизода 2 сезона «В поле зрения» и показана в финале 1-го сезона «Видоизменённого углерода». Они сделали кавер на песню «Dreams» для трибьют-сборника Fleetwood Mac «Just Tell Me That You Want Me», которая была выпущена 14 августа 2012 года на лейблах Hear Music и Concord Music Group.
В сентябре дуэт выпустил фотокнигу Dream & Drive, созданную совместно с фотографом Кеннетом Капелло. Данное событие совпало с выставкой Milk Gallery в Лондоне. В партнерстве с французской компанией Equipment состоялся выпуск концертного видео Paris Spleen: The Kills Live at L'Olympia 20 сентября 2013 года которое был снято в ноябре 2011 года. У них должно было состояться небольшое американское турне с Queens of the Stone Age в декабре 2013 года. Но в том же году Хинс получил травму левой руки, когда закрывал дверь автомобиля. Потеряв способность пользоваться средним пальцем, ему пришлось перенести несколько операций. Из-за травмы пришлось изменить стиль игры и подстроить поменяв заново оборудование.
Вскоре после объявления концертов звукозаписывающий лейбл группы Domino Records подтвердил, что дуэт работает над своим следующим альбомом. В мае 2014 года Моссхарт заявила, что они ищут новое звучание отметив что новый альбом будет полностью отличаться от остальных. Про пластинку она добавила следующее: “Когда ты пишешь, никогда не знаешь, что произойдёт с пластинкой. Это может быть сделано внезапно за два месяца, а может потребоваться еще год. Вы входите в эти моменты и находите новые направления. Вы как бы следуете за запахом, куда бы он вас ни повёл. Иногда это занимает много времени. Иногда это чертовски быстро”.
The Kills входили в состав выступления на Coachella 2016. Пятый студийный альбом The Kills, Ash & Ice, был выпущен 3 июня 2016 года. Новый сингл «Doing It to Death» был выпущен в марте 2016 года. Дуэт отправился в длительное мировое турне, но был вынужден отменить даты европейских фестивалей после того, как Элисон Моссхарт заболела пневмонией. В 2017 году группа выступала на разогреве у Guns'N'Roses во время британского этапа мирового турне. В 2018 году они выпустили сингл на виниле с кавер-версиями на альбоме Saul Williams и Equal Rights, за которым последовала промозапись тоже на виниле годом позже для National Dive Bar Day с би-сайдами «Blue Moon» и «Night Train». Позже в том же году Моссхарт опубликовала свою мультимедийную книгу Car Ma.
В декабре 2020 года группа выпустила раритетный сборник Little Bastards, в который вошли би-сайды и демозаписи периода 2002–2009 годов.

## Влияния
В качестве влияния на своё творчество Хинс и Моссхарт привели следующие группы и исполнителей: Royal Trux, PJ Harvey, Velvet Underground, Captain Beefheart, Sleater-Kinney, Fugazi, The Clash, The Rolling Stones, Nirvana, Pixies, Bikini Kill и Sonic Youth.

## Дискография

### Студийные альбомы
- Keep on Your Mean Side (2003)
- No Wow (2005)
- Midnight Boom (2008)
- Blood Pressures (2011)
- Ash & Ice (2016)
- God Games (2023)